# Antiche stregonerie
Antiche stregonerie (Ancient Sorceries), tradotto anche come Vecchie stregonerie, Antichi sortilegi e con altri titoli, è un racconto fantastico dello scrittore britannico Algernon Blackwood pubblicato per la prima volta nella raccolta John Silence, Physician Extraordinary del 1908.

## Trama
Il timido turista inglese Arthur Vezin racconta a John Silence, medico e investigatore dell'occulto, un'incredibile avventura occorsagli durante una vacanza nella Francia del nord. Non volendo salire su un treno troppo affollato, Vezin aveva deciso di trascorrere la notte nella locanda di un villaggio situato tra le colline, coll'intenzione di ripartire la mattina successiva. Ma la misteriosa atmosfera del paese, lo strano contegno dei suoi abitanti e l'indescrivibile fascino della figlia dei locandieri lo avevano costretto a rimanervi per diversi giorni, durante i quali Vezin avrebbe scoperto che la gente del villaggio altro non era che una congrega di streghe e stregoni sopravvissuti nei secoli.

## Edizioni

### In italiano
- Vecchie stregonerie, in Il medico miracoloso (John Silence), collana Romanzi Occulti (n. 9), Fratelli Bocca Editori, Torino, 1946.
- Antichi sortilegi, in I Classici della Magia Nera, traduzione di Tullio Dobner, collana I Marmi (n. 64), Longanesi, Milano, 1971.
- Antiche stregonerie, in John Silence, detective dell'occulto, collana I Romanzi dell'Occulto (n. 5), Edizioni del Gattopardo, 1972.
- Antiche stregonerie, in John Silence, investigatore dell'occulto, traduzione di Roberta Rambelli, collana Futuro. Biblioteca di Fantascienza (n. 27), Fanucci Editore, Roma, 1977.
- Antiche stregonerie, in John Silence, detective dell'occulto, collana Le Pietre (n. 1), La Bussola Editrice, 1978.
- Antiche magie, traduzione di Silvia Roberti Aliotta, collana I riflessi (n. 39), Edizioni Theoria, Roma, 1986.
- Antiche stregonerie, in John Silence, investigatore dell'occulto, traduzione di Roberta Rambelli, collana I Maestri del Fantastico (n. 12), Fanucci Editore, Roma, 1989.
- Antiche stregonerie, in Investigatori dell'occulto. 11 indagini nel soprannaturale, traduzione di Gianni Montanari, Biblioteca Universale Rizzoli (n. 781), Rizzoli, Milano, 1990.
- Magie e sortilegi, in Storie di streghe, traduzione di Gianni Pilo, collana I Mammut (n. 51), Newton & Compton, Roma, 1996.
- Antiche magie, in I racconti del mistero, traduzione di Silvia Roberti Aliotta, collana Romanzi e Racconti (n. 301), Baldini & Castoldi, Milano, 2004.
- Antichi sabba, in John Silence e altri incubi, traduzione di Flavio Santi, collana Letterature, UTET, Torino, 2010.